# Musée régional de Celje
Le Musée régional de Celje (Pokrajinski muzej Celje) abrite, conserve et expose l'héritage culturel de la ville de Celje et de la région depuis 1882.  En plus des expositions permanentes à Stara grofija – l'ancien palais du comté – et au manoir des Princes (Knežji dvor), le musée s'occupe des collections sur le terrain et organise des expositions périodiques.

## Expositions
L'exposition « Du gothique à l'historisme pas à pas » fait partie de la collection culturelle et artistico-historique permanente et est destinée à tous les visiteurs malvoyants.
Au sous-sol de la Stara Grofija, vous pourrez voir le lapidarium romain sur 440 m², l'une des plus belles et des plus grandes collections du pays.
La salle d'exposition archéologique Celeia – la ville sous de la ville –, au sous-sol de Knežji dvor, est jusqu'à présent la plus grande exposition des restes romains de Celeia « in situ ».
La visite guidée des expositions du musée peut être suivie de la visite de Celje et du vieux château de Celje (Stari grad), alors que les enfants peuvent suivre des ateliers thématiques.